# تومي كونينغهام (مغني)
تومي كونينغهام (بالإنجليزية: Tommy Cunningham)‏ هو موسيقي ومغني وملحن بريطاني، ولد في 22 يونيو 1964 في غلاسكو في المملكة المتحدة.

## وصلات خارجية
- تومي كونينغهام على موقع IMDb (الإنجليزية)
- تومي كونينغهام على موقع ميوزك برينز (الإنجليزية)
- تومي كونينغهام على موقع ديسكوغز (الإنجليزية)
- تومي كونينغهام على موقع قاعدة بيانات الفيلم (الإنجليزية)